# Lijst van kabinetten van Estland
Dit is een lijst van kabinetten van Estland.

## 1992-heden
De lijst betreft kabinetten sinds de tweede onafhankelijkheid van Estland na het uiteenvallen van de Sovjet-Unie.
| Kabinet | Kabinet       | Premier | Premier        | Begindatum       | Einddatum        | Partij(en)                                                                              | Verkiezingen      | Samenstelling van de Riigikogu |
| ------- | ------------- | ------- | -------------- | ---------------- | ---------------- | --------------------------------------------------------------------------------------- | ----------------- | ------------------------------ |
| 36      | Laar I        | Laar1   | Mart Laar      | 21 oktober 1992  | 8 november 1994  | Erakond Isamaaliit Eesti Rahvusliku Sõltumatuse Partei Rahvaerakond Mõõdukad            | 20 september 1992 | Riigikogu VII (1992–1995)      |
| 37      | Tarand        | Tarand  | Andres Tarand  | 8 november 1994  | 17 april 1995    | o.a. Eesti Maa-Keskerakond                                                              | 20 september 1992 | Riigikogu VII (1992–1995)      |
| 38      | Vähi II       | Vahi2   | Tiit Vähi      | 17 april 1995    | 6 november 1995  | Koonderakond ja Maarahva Ühendus Eesti Keskerakond                                      | 20 september 1992 | Riigikogu VII (1992–1995)      |
| 39      | Vähi III      | Vahi3   | Tiit Vähi      | 6 november 1995  | 17 maart 1997    | Koonderakond ja Maarahva Ühendus Arengupartei Eesti Reformierakond                      | 5 maart 1995      | Riigikogu VIII (1995–1999)     |
| 40      | Siimann       | Siimann | Mart Siimann   | 17 maart 1997    | 25 maart 1999    | Koonderakond ja Maarahva Ühendus Arengupartei                                           | 5 maart 1995      | Riigikogu VIII (1995–1999)     |
| 41      | Laar II       | Laar2   | Mart Laar      | 25 maart 1999    | 28 januari 2002  | Isamaaliit Eesti Reformierakond Mõõdukad                                                | 7 maart 1999      | Riigikogu IX (1999–2003)       |
| 42      | S. Kallas     | Kallas  | Siim Kallas    | 28 januari 2002  | 10 april 2003    | Eesti Reformierakond Eesti Keskerakond                                                  | 7 maart 1999      | Riigikogu IX (1999–2003)       |
| 43      | Parts         | Parts   | Juhan Parts    | 10 april 2003    | 13 april 2005    | Erakond Res Publica Eesti Reformierakond Eestimaa Rahvaliit                             | 2 maart 2003      | Riigikogu X (2003–2007)        |
| 44      | Ansip I       | Ansip1  | Andrus Ansip   | 13 april 2005    | 5 april 2007     | Eesti Reformierakond Eesti Keskerakond Eestimaa Rahvaliit                               | 2 maart 2003      | Riigikogu X (2003–2007)        |
| 45      | Ansip II      | Ansip2  | Andrus Ansip   | 5 april 2007     | 6 april 2011     | Eesti Reformierakond Isamaa ja Res Publica Liit Sotsiaaldemokraatlik Erakond (tot 2009) | 4 maart 2007      | Riigikogu XI (2007–2011)       |
| 46      | Ansip III     | Ansip3  | Andrus Ansip   | 6 april 2011     | 26 maart 2014    | Eesti Reformierakond Isamaa ja Res Publica Liit                                         | 6 maart 2011      | Riigikogu XII (2011–2015)      |
| 47      | Rõivas I      | Roivas1 | Taavi Rõivas   | 26 maart 2014    | 9 april 2015     | Eesti Reformierakond Sotsiaaldemokraatlik Erakond                                       | 6 maart 2011      | Riigikogu XII (2011–2015)      |
| 48      | Rõivas II     | Roivas2 | Taavi Rõivas   | 9 april 2015     | 23 november 2016 | Eesti Reformierakond Sotsiaaldemokraatlik Erakond Isamaa ja Res Publica Liit            | 1 maart 2015      | Riigikogu XIII (2015–2019)     |
| 49      | Ratas I       | Ratas1  | Jüri Ratas     | 23 november 2016 | 29 april 2019    | Eesti Keskerakond Sotsiaaldemokraatlik Erakond Isamaa ja Res Publica Liit               | 1 maart 2015      | Riigikogu XIII (2015–2019)     |
| 50      | Ratas II      | Ratas2  | Jüri Ratas     | 29 april 2019    | 26 januari 2021  | Eesti Keskerakond Eesti Konservatiivne Rahvaerakond Isamaa                              | 3 maart 2019      | Riigikogu XIV (2019–2023)      |
| 51      | K. Kallas I   | Kallas  | Kaja Kallas    | 26 januari 2021  | 18 juli 2022     | Eesti Reformierakond Eesti Keskerakond                                                  | 3 maart 2019      | Riigikogu XIV (2019–2023)      |
| 52      | K. Kallas II  | Kallas  | Kaja Kallas    | 18 juli 2022     | 17 april 2023    | Eesti Reformierakond Isamaa Sotsiaaldemokraatlik Erakond                                | 3 maart 2019      | Riigikogu XIV (2019–2023)      |
| 53      | K. Kallas III | Kallas  | Kaja Kallas    | 17 april 2023    | 23 juli 2024     | Eesti Reformierakond Eesti 200 Sotsiaaldemokraatlik Erakond                             | 5 maart 2023      | Riigikogu XV (2023–2027)       |
| 54      | Michal        | Michal  | Kristen Michal | 23 juli 2024     |                  | Eesti Reformierakond Eesti 200 Sotsiaaldemokraatlik Erakond                             | 5 maart 2023      | Riigikogu XV (2023–2027)       |